# خنزير البحر اللازعنفي ضيق الحواف
خنزير البحر اللازعنفي ضيِق الحواف (الاسم العلمي: Neophocaena asiaeorientalis) هو نوع من الحيتانيات، يتبع جنس عجول البحر الجديدة ‏.